# Cantone di Nay-Est
Il Cantone di Nay-Est era una divisione amministrativa dell'arrondissement di Pau.
È stato soppresso a seguito della riforma complessiva dei cantoni del 2014, che è entrata in vigore con le elezioni dipartimentali del 2015.
Comprendeva parte della città di Nay e i comuni di
- Angaïs
- Baudreix
- Bénéjacq
- Beuste
- Boeil-Bezing
- Bordères
- Bordes
- Coarraze
- Igon
- Lagos
- Lestelle-Bétharram
- Mirepeix
- Montaut
- Saint-Vincent